# André Steiner
André Steiner (8 febbraio 1970) è un ex canottiere tedesco.

## Palmarès

### Olimpiadi
- 1 medaglia:
  - 1 oro (Atlanta 1996 nel quattro di coppia)

### Mondiali
- 4 medaglie:
  - 1 oro (Račice 1993 nel quattro di coppia)
  - 1 argento (Tampere 1995 nel due di coppia)
  - 2 bronzi (Vienna 1991 nel due di coppia; Indianapolis 1994 nel quattro di coppia)